# Jehuda Lewi
Jehuda Lewi (hebr.יהודה לוי ; ur. 29 czerwca 1979 w Petach Tikwie) – izraelski aktor filmowy i telewizyjny, model.

## Życiorys
Urodzony w Petach Tikwie, dorastał w Hercliji. W latach 1986–1993 przebywał w Południowej Afryce, gdzie trenował karate; zajął piąte miejsce w Mistrzostwach Świata Karate w Anglii. Uczęszczał do szkoły średniej Thelma Yellin, gdzie zdobył maturę. Brał udział w wielu spotach reklamowych.
Debiutował na kinowym ekranie w dramacie Ponieważ łzy mijają (Zolgot Hadma'ot Me'atzman, 1996). Jego przełom nastąpił po roli Gidiego Meiri w serialu Tutaj jest miłość (Lechayey Ha'ahava, 2001). Został entuzjastycznie przyjęty za granicą w roli homoseksualnego izraelskiego żołnierza Liora „Jaggera” Amichai w melodramacie wojennym Yossi & Jagger (2002), za którą otrzymał nagrodę Izraelskiej Akademii Telewizyjnej oraz wyróżnienie na festiwalu filmowym w Dallas.

## Filmografia

### Filmy kinowe
- 2005: Dynastia Schwartzów (Shoshelet Schwartz)
- 2005: Monachium (Munich) jako żołnierz IDF w Tel Awiwie
- 2004: Zachodni brzeg (Medurat Hashevet) jako Yoel
- 2002: Yossi & Jagger jako Lior „Jagger” Amichai
- 1996: Ponieważ łzy mijają (Zolgot Hadma'ot Me'atzman)

### Seriale TV
- 2007: Ha-Borer jako Nadav Feldman
- 2006-2009: Ha-Alufa jako Sa’ar Fadida
- 2003-2005: Ahava Me'ever Lapina jako Lior Dvir
- 2002: Tylko w Izraelu (Rak Beyisrael) jako Gidi
- 2001: Tutaj jest miłość (Lechayey Ha'ahava) jako Gidi Meiri
- 2001: Dakot Shel Tehila jako Sa’ar
- 1996: Ramat Aviv Gimmel jako Gil

### Miniseriale TV
- 2005: Wenus (Besiman Venus) jako Jo’aw „Joov” Neuman